# Малых, Кирилл Сергеевич
Кирилл Сергеевич Малых (бел. Кірыл Сяргеевіч Малых; род. 23 июня 2006, Бобруйск, Могилёвская область) — белорусский футболист, полузащитник клуба «Белшина».

## Карьера
Воспитанник футбольный академии бобруйской «Белшины». В начале 2023 года футболист был привлечён к основной команде клуба. Дебютировал за клуб 4 марта 2023 года в матче Кубка Белоруссии против борисовского БАТЭ. Вылетел из розыгрыша Кубка Белоруссии, с разгромным счётом уступив борисовскому клубу 11 марта 2023 года в ответном четвертьфинальном матче. Свой дебютный матч в чемпионате сыграл 7 октября 2023 года против гродненского «Немана», выйдя на замену на 86 минуте. На протяжении всего сезона был игроком дублирующего состава. По итогу сезона завершил чемпионат на последнем месте и вылетел в Первую лигу.